# Anabel Medina Garrigues
Ana Isabel "Anabel" Medina Garrigues (født 31. juli 1982 i Torrent) er en tidligere professionel tennisspiller fra Spanien. Hun er især kendt som doublespiller og har vundet 11 single- og 28 doubleturneringer på WTA. Hendes højeste placering var som nummer 16 på singlelisten og nummer 3 på doublelisten. Hun begyndte at spille professionelt under ITF i 1997 og spillede sin sidste kamp på WTA i 2014.

## OL
I sin karriere deltog hun i fire olympiske lege. I 2004 i Athen stillede hun op i både single og double. I single tabte hun i første runde til Mary Pearce fra Frankrig, og i double tabte hun sammen med Arantxa Sánchez Vicario ligeledes i første runde til et argentinsk par.
Ved OL 2008 i Beijing blev hun ligeledes slået ud i første runde i single, men i double gik det bedre. Her spillede hun sammen med Vivi Ruano, og de vandt først over et ukrainsk par, derefter over et australsk par. I kvartfinalen besejrede de Lindsay Davenport og Liezel Huber fra USA, inden de i semifinalen besejrede kineserne Yan Zi og Zheng Jie. I finalen måtte spanierne dog nøjes med sølvmedaljerne, da de var chanceløse mod Serena og Venus Williams fra USA og tabte 2-6, 0-6.
Det blev Garrigues' bedste OL, idet hun ved OL 2012 i London tabte både single og double (med Arantxa Parra) i første runde, og igen i 2016 i Rio de Janeiro tabte med Parra i double i første runde.